# Gervais Delabarre
Gervais Delabarre (vers 1560/1570-après 1634), originaire de la région du Mans, est un sculpteur français en activité à la fin du XVIe siècle et au début du XVIIe. L'un des meilleurs sculpteurs de terre cuite du Maine et à la tête d'un grand atelier, ses œuvres sont visibles dans de nombreuses églises de l'Ouest. Il a aussi pratiqué la sculpture en pierre et la sculpture.

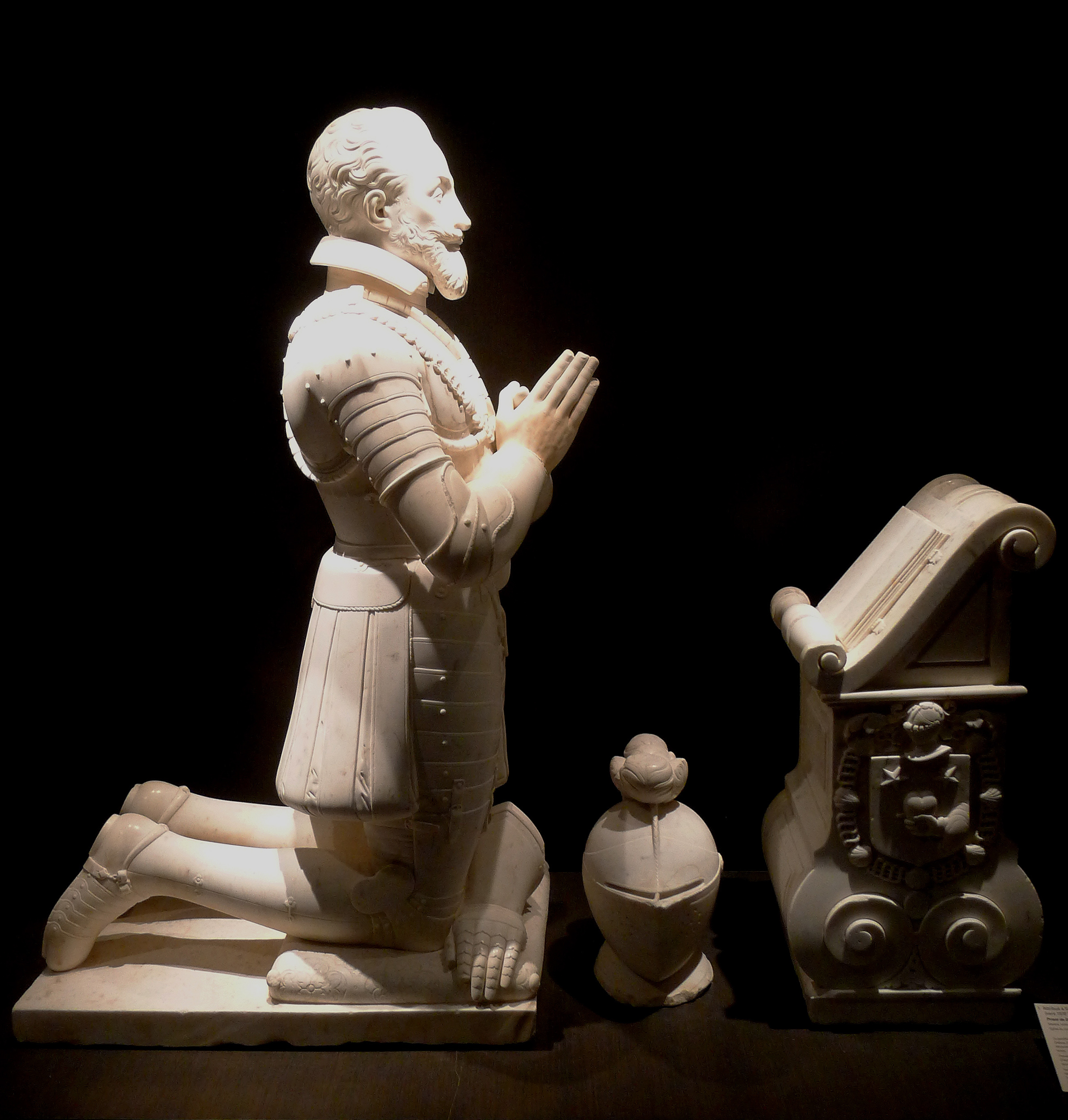
Orant de Donadieu de Puycharic, attribué à Gervais Delabarre (musée des Beaux-Arts d'Angers).

## Biographie
La plus ancienne mention de l'activité de Delabarre remonte à 1593 dans l’abbaye Saint-Serge d’Angers, alors que sa dernière commande recensée, le décor de la chapelle des Jésuites de La Flèche, se situe en 1633 et 1634. 
Après Angers (où il termine l'orant de Donadieu de Puycharic, sa seule sculpture en pierre connue), il a œuvre à Poitiers de 1615 à 1619 et au Mans (pour la cathédrale, où il travaille au jubé, détruit vers 1768 mais dont il subsiste quelques sculptures). Il reçut de nombreuses commandes pour les églises des régions alentour, du Poitou à la Bretagne et à l'Anjou en passant par le Maine. Il reçut également des commandes pour le Parlement de Bretagne à Rennes.
Ses fils Gervais II et Louis Delabarre furent également sculpteurs, tout comme son petit-fils, François Delabarre (1629-1685), installé à Rennes.